# Désastre du Tasman Bridge

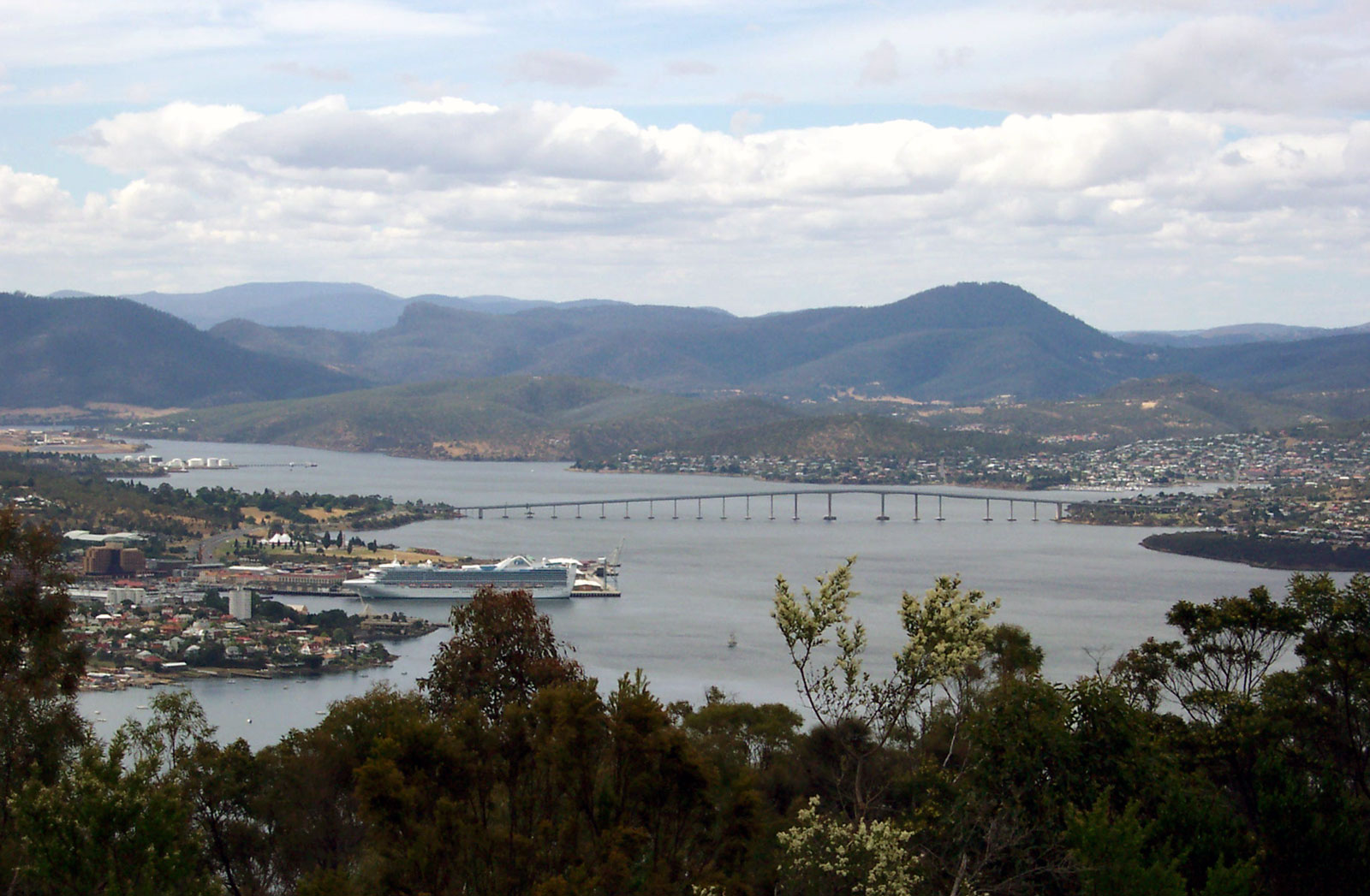
Vue du pont tel qu'il est actuellement

Le désastre du Tasman Bridge survint dans la soirée du 5 janvier 1975, à Hobart, la capitale de l'État de Tasmanie en Australie, quand un énorme vraquier de minerais, remontant la Derwent River heurta plusieurs piliers du Tasman Bridge, entrainant l'effondrement d'une large partie de la chaussée sur le bateau et dans la rivière au-dessous. Douze personnes furent tuées, sept membres de l'équipage du bateau, et cinq occupants des quatre voitures qui firent une chute de 45 mètres (150 pieds) hors du pont. Ce désastre priva la ville de Hobart de la liaison principale avec sa banlieue est, et a eu un impact social important du fait de la perte de cet axe, qui constitue une artère majeure de la ville.

## Collision et effondrement

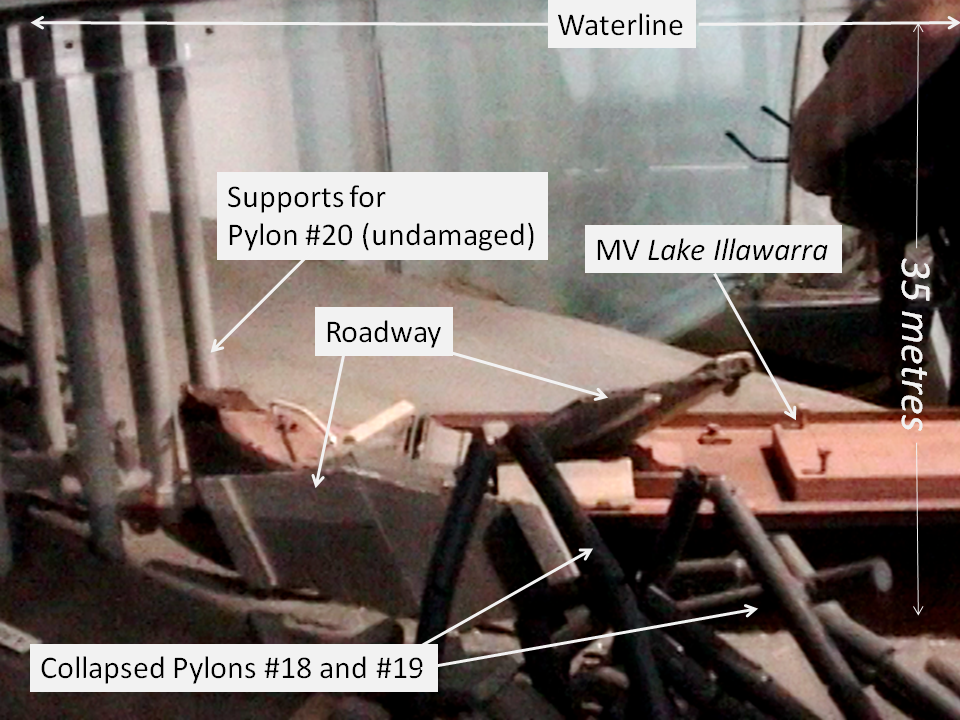
Maquette montrant la scène du choc.

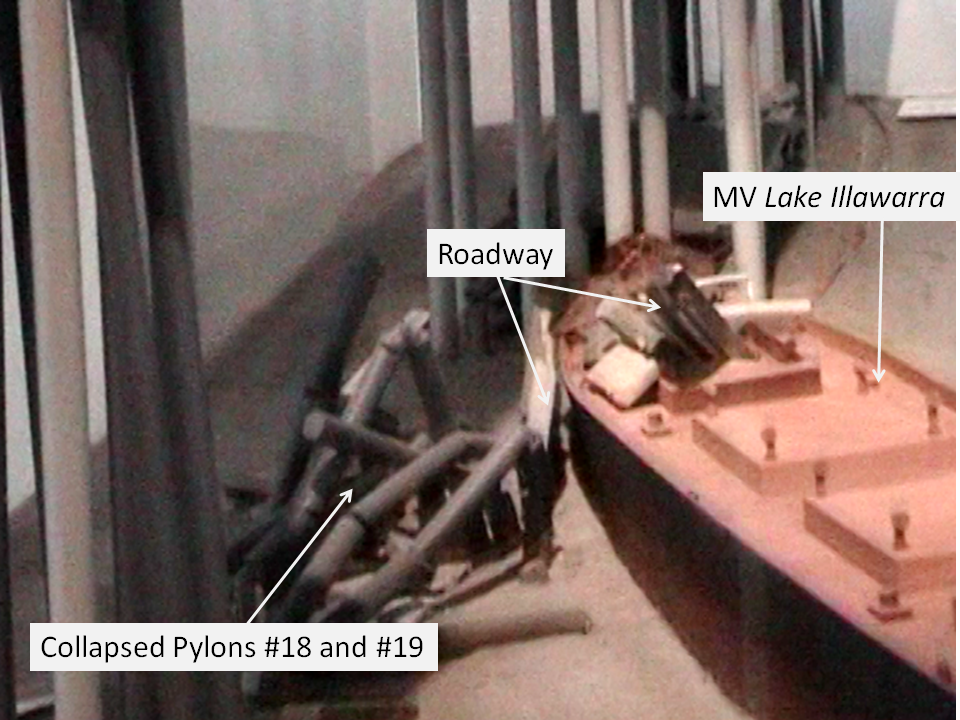
Autre vue de la même maquette.

La collision eut lieu le dimanche 5 janvier 1975. Ce jour-là, le MV Lake Illawarra (en), un volumineux vraquier transportant 10 000 tonnes de minerai de zinc, remontait la Derwent River pour livrer sa cargaison à la compagnie Electrolytic Zinc Company à Risdon (en), en amont de Hobart et à environ 3 kilomètres du pont. Le viaduc, long de 1 025 mètres, comporte un passage central et deux voies latérales permettant la navigation, avec 19 travées de chaque côté de la voie navigable. Le bateau était pratiquement à l'arrêt à proximité du pont, en partie du fait de l'importance de courant lié à la marée, mais aussi à cause de l'inattention du pilote, le capitaine Boleslaw Pelc. Initialement, l'approche s'était faite à 8 nœuds, mais le capitaine Pelc avait ralenti, pour avoir une vitesse raisonnable. Bien que le Lake Illawarra soit capable de passer au niveau de la partie centrale du pont, le capitaine tenta de passer à travers l'une des voies latérales à l'Est des piliers.
Malgré plusieurs changements de trajectoire, le bateau ne pouvait plus manœuvrer du fait de sa vitesse insuffisante, compte tenu du courant. En désespoir de cause, le capitaine ordonna de faire « arrière toute », mais au moment où tout contrôle était perdu. Le bateau dériva vers le pont, qu'il heurta à mi-distance entre le passage central et le passage latéral à l'est, écrasant les piles 18 et 19 et emportant trois travées et 127 mètres du tablier qui supportait la route. Celle-ci s'écrasa dans la rivière et sur le pont du navire en dessous. Le navire bascula sur tribord et coula en quelques minutes par 35 mètres de fond, à faible distance, un peu au sud du pont. Sept membres de l'équipage restèrent prisonniers de la coque et se noyèrent. L'enquête de la Cour de justice maritime montra ensuite que le capitaine n'avait pas observé les règles maritimes de façons satisfaisantes et il fut suspendu pour six mois.
Comme l'abordage du pont eut lieu un dimanche dans la soirée, il y avait relativement peu de trafic sur le pont. Aucun véhicule ne circulait entre les dix-huitième et dix-neuvième piliers quand la chaussée s'effondra, mais quatre voitures qui arrivaient basculèrent dans le vide, tuant cinq occupants. Deux conducteurs réussirent à stopper leur véhicule juste au bord, avec leurs roues avant dans le vide.
L'un de ces véhicules contenait Frank et Sylvia Manley, qui voyageaient avec leurs deux jeunes enfants sur les sièges arrière.

« Comme nous approchions, c'était une nuit de brouillard… il n'y avait pas de lumière sur le pont à ce moment-là. Nous avons juste pensé qu'il y avait un accident de la circulation. Nous avons ralenti à environ 40 km/h et j'ai scruté désespérément à travers la fenêtre pour voir les autres voitures… ou ce qui était survenu sur le pont. Nous ne pouvions rien voir, mais nous nous sommes arrêtés. J'ai dit à Frank, « le pont a disparu ! » Et il a juste eu le temps de freiner et nous avons perçu le balancement. Comme nous étions là, nous ne pouvions rien voir dans l'eau. Tout ce que nous avons vu, c'est un grand tourbillon lié semble-t-il au naufrage du bateau, qui coulait. Aussi nous avons déverrouillé les portes de la voiture et nous avons bondi dehors. »

— Sylvia Manley

## Secours
Des particuliers vivant à proximité arrivèrent les premiers sur les lieux, avant même le naufrage du bateau. Trois d'entre eux furent Jack Read avec son voilier type"H28 Mermerus, David Read dans une petite embarcation et Jerry Chamberlain, dont le bateau mouillait dans la baie Montagu, à proximité. Avec de nombreux résidents de la côte, ils sauvèrent plusieurs membres de l'équipage du Lake Illawarra. Ces sauveteurs, peu au courant de ce qui se passait, durent agir seuls, dans des conditions très difficiles du fait des chutes de fragments de ciment et d'acier, et des torrents d'eau venant des canalisations principales du pont rompues, avant que la police fluviale n'arrive sur les lieux du drame.
Un grand nombre d'autres organisations furent mises en action dans l'urgence, en particulier la police, les ambulances, les pompiers, le Royal Hobart Hospital (en), la protection civile, la Hobart Tug Company, la capitainerie de Hobart, le département des travaux publics, la commission des Transports, la commission HydroElectric, et le Service des Eaux de la région de Hobart (Hobart Regional Water Board), ainsi que l'armée et la marine australienne. À 2h30, une équipe de 14 personnes du Navy Clearance Diving Team s'envola de Hobart pour aider la Police fluviale pour retrouver les véhicules qui avaient plongé du haut du pont. Deux furent identifiés le 7 janvier ; l'un fut récupéré le jour même et l'autre trois jours après. Un autre véhicule fut retrouvé écrasé sous les décombres le 8 janvier.
L'exploration complète de l'épave du Lake Illawarra ne fut terminée que le 13 janvier. Les plongeurs travaillèrent dans des conditions précaires, avec très peu de visibilité et un violent courant. La rivière était encombrée par les débris du pont, des morceaux de béton armé, des poutrelles métalliques, des tuyaux en tous genre, des éléments d'éclairage et des câbles électriques. Un vent violent survenu le troisième jour fit tomber à nouveau des débris du pont et en particulier des câbles électriques, particulièrement dangereux pour les plongeurs travaillant en dessous.

## Décès connus
Au total douze personnes furent tuées dans ce désastre, sept hommes de l'équipage du Lake Illawarra et cinq occupants des véhicules qui circulaient sur le pont.
Sur le bateau, Clarence Madigan (52 ans), Thomas Sheridan (50 ans), Louis Mendizabil (54 ans), Angus Campbell (64 ans) et Arthur Robinson (82 ans) sont morts noyés.
Les automobilistes morts en tombant du pont sont : le couple Anthony (27 ans) et Pamela Sward (26 ans), de Lauderdale, Robert Rezek (24 ans) de Bellerive et Joyce Stokoe (60 ans) de Lindisfarne. Tous subirent des polytraumatismes massifs et moururent lors de la chute de leurs véhicules dans la rivière. La dernière victime, le docteur Thomas Elvet Jones dont le corps ne fut jamais retrouvé, a été prononcée officiellement morte en 2015, soit quarante ans après l'incident.

## Cité divisée

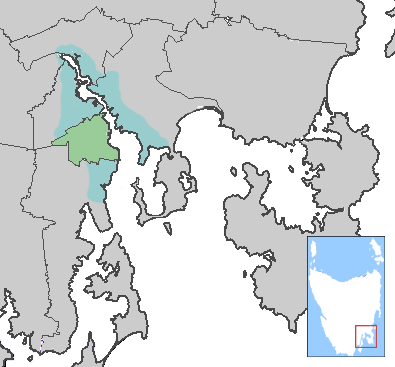
Geographie de Hobart, montrant la partie principale de la ville à l'ouest (en vert), et les banlieues (bleu)

### Équipements
L'effondrement du Tasman Bridge isola les deux parties de la ville, qui est lourdement dépendante de la circulation par ce pont pour ses activités quotidiennes. En effet 30% des habitants de Hobart vivent dans la partie Est et se retrouvèrent donc isolés du centre-ville. Le lendemain de l'accident, quelque 30 000 personnes ne purent se rendre à leur travail. Elles constatèrent que le parcours de 3 minutes au-dessus du pont s'était transformé en un déplacement de plus de 90 minutes. Cependant, moins d'une heure après l'accident, la compagnie Sullivans Cove (en), une société de ferries, mit en service une liaison entre les deux rives de la rivière et maintint ce service toute la nuit. Ensuite, ce service de ferries privé et aussi des vaisseaux du gouvernement restèrent en place les jours suivants. Les habitants de la rive Est étaient donc isolés dans la mesure où la majorité des écoles, des hôpitaux, des entreprises et des administrations étaient localisées sur la rive Ouest. Avant le drame, de nombreux services manquaient sur la rive Est. En particulier, l'accès aux services médicaux posait des problèmes pour les résidents de l'Est, dans la mesure où ces services se résumaient seulement à quelques cabinets médicaux locaux. L'hôpital de Hobart, le hôpital royal de Hobart, et le hôpital Calvary de Hobart (en) étaient tous les deux situés sur la rive Ouest. Dès lors, ce qui demandait auparavant un transport rapide de quelques minutes par-dessus la rivière devint un détour de 50 km, passant par le pont de l'Estuaire (pont de Bridgewater). La plupart des activités culturelles de Hobart, tels que les théâtres, cinémas, le muséum et les galeries d'Art, les restaurants, les lieux de rencontre et le jardin botanique, sont aussi situés sur la rive Ouest.

### Effets sociaux
Ce désastre a causé une grande variété de difficultés sociales et psychologiques. Bien que les pertes en vie humaine aient été faibles et les dommages limités, cet accident mit en évidence l'incapacité de la Communauté urbaine de Hobart à les résoudre. Ce drame a un certain nombre de caractéristiques particulières et survint à un moment où les effets sur la communauté entière ne furent pas bien compris. L'opportunité pour les habitants de Hobart de s'impliquer dans la réponse aux conséquences de ce drame et à la restauration physique des infrastructures endommagées furent en fait minimes à cause de la nature de l’événement. Il en a été de même de l'implication de la communauté pour endurer les effets du désastre, qui portait sur un nombre très réduit d'individus.
Mais une étude des données de la police montra que, dans les 6 mois qui suivirent le drame, le nombre des crimes augmenta de 41% sur la rive Est de la baie, alors que ceux de la cité du côté Ouest diminua. Les vols de voitures augmentèrent aussi de 50% dans les communes ainsi isolées et les querelles de voisinage et les plaintes augmentèrent de 300%. Les frustrations et la colère portèrent directement sur les services de transport. Les progrès visibles dans la restauration du pont furent lents à cause de la nécessité d'une surveillance importante des débris situés au-dessous du niveau de l'eau et du temps nécessaire pour mettre en route cette reconstruction. Les queues pour prendre les ferries fournirent une occasion pour l'expression de ces frustrations. Une étude sociologique réalisée alors décrivit comment cette isolement physique conduisit à ce délitement : une véritable mise à l'écart de ces liens qui constituent le moyen de fabriquer une vie sociale normale. La perte du Tasman Bridge de Hobart a déconnecté les deux parties de la ville et a majoré les effets sur les personnes ainsi séparées.

## Reconstruction

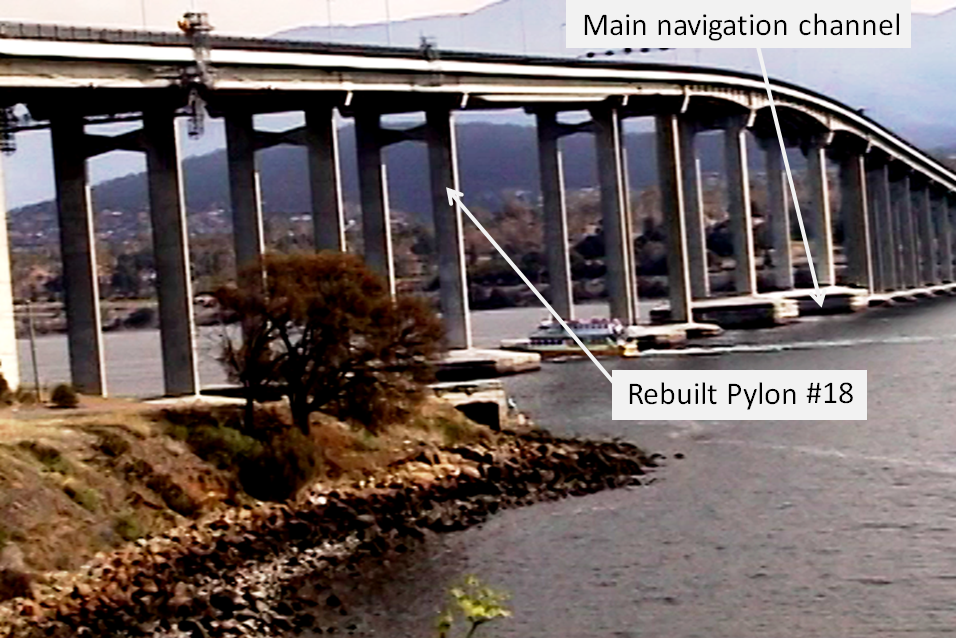
Vue depuis la rive montrant la reconstruction de la pile nº 18. La pile n° 19 n'a pas été reconstruite.

En mars 1975, une commission pour la restauration du Tasman Bridge fut chargée de la reconstruction du pont. Le gouvernement fédéral donna son accord pour financer le projet qui débuta en octobre de cette même année. La reconstruction prit en compte la modification de l'ensemble de la structure pour permettre une voie de circulation fluviale supplémentaire avec, en période de hautes eaux, trois voies principales pour le trafic majeur et deux pour le trafic accessoire. Environ un an après l'effondrement du pont, deux voies temporaires en métal du type pont Bailey de 788 m de long, reliant les rives ouest et est de la rivière Derwent, furent ouvertes.
Des spécialistes de l'ingénierie maritime entreprirent une inspection complète des débris du pont restés in situ. Cette étude prit plusieurs mois et une partie de l'ancien pont, pesant 500 tonnes, fut localisée avec précision à l'aide d'équipements développés par l'Université de Tasmanie et le Public Works Department. La société Maunsell et associés fut appointée comme consultant pour le projet de reconstruction. La firme John Holland fut chargée du contrat de reconstruction. Les ingénieurs décidèrent de ne pas remplacer le pilier 19, car il y avait trop de débris à cet endroit.
Tasman Bridge fut rouvert le 8 octobre 1977, soit presque trois ans après son effondrement. Les dépenses annuelles pour sa reconstruction avaient été de 1,7 million de $ en 1974–75, de 12,3 millions en 1975–76, de 13,2 millions en 1976–77 et de 6,1 millions en 1977–78.
L'intention des ingénieurs de conception du Tasman Bridge était de fournir une protection contre les chocs pour absorber l'impact contre l'une des piles principales de la portée navigable qui soit capable d'absorber une collision en oblique par un gros navire, mais tous les autres piliers ne furent pas renforcés.
Cet accident met en évidence quelques caractères communs avec l'effondrement du Sunshine Skyway Bridge en Floride en 1980, et celui du Catastrophe du pont de l'I-40 (en) dans l'Oklahoma en 2002, tous les deux par une collision avec un bateau. Le trafic sur ces rivières implique le transit de gros vaisseaux et, même à faible vitesse, les conséquences d'une défaillance d'un pilier peuvent être catastrophiques. Dans le cadre de l'ingénierie des structures, le concept de ponts à piliers-redondants se réfère aux superstructures de ces ponts, qui ne doivent pas s'effondrer quand l'un des piliers est retiré.
Deux ponts à piliers-redondants ont été construits en Australie : sur la rivière Murray à Berri (Australie-Méridionale) et à Hindmarsh Island en Australie-Méridionale. La probabilité qu'un bateau heurte un pilier est maintenant régulièrement réévaluée par des consultants spécialisés lors de la conception des ponts importants. L'une des solutions est de protéger les piliers du pont par des renforcements ou par la construction en amont et en aval de barrières anti-collision.
Cet accident suscita un changement dans la régulation des mouvements des bateaux sur la Derwent River. La sécurité maritime (réglementation du Pilotage et de la Navigation) (2007) contenant désormais des prescriptions spécifiques concernant le pont, par exemple :

« Le Commandant du navire s'approchant du pont pour passer sous la passe doit (a) avoir le navire entièrement sous contrôle ; et (b) faire manœuvrer le bâtiment avec toutes les précautions possibles, avec la vitesse minimum nécessaire pour passer en sécurité sous le pont. »

Les navires d'une certaine taille doivent faire appel à un pilote et les véhicules circulant sur le pont doivent être temporairement immobilisés quand les gros vaisseaux passent immédiatement sous le tablier du pont. Comme précaution supplémentaire, il est maintenant obligatoire pour la plupart des navires de fort tonnage de donner un coup de sirène au moment où ils passent sous le pont, dans l'hypothèse où une aide soit nécessaire.

### Développement de la berge est

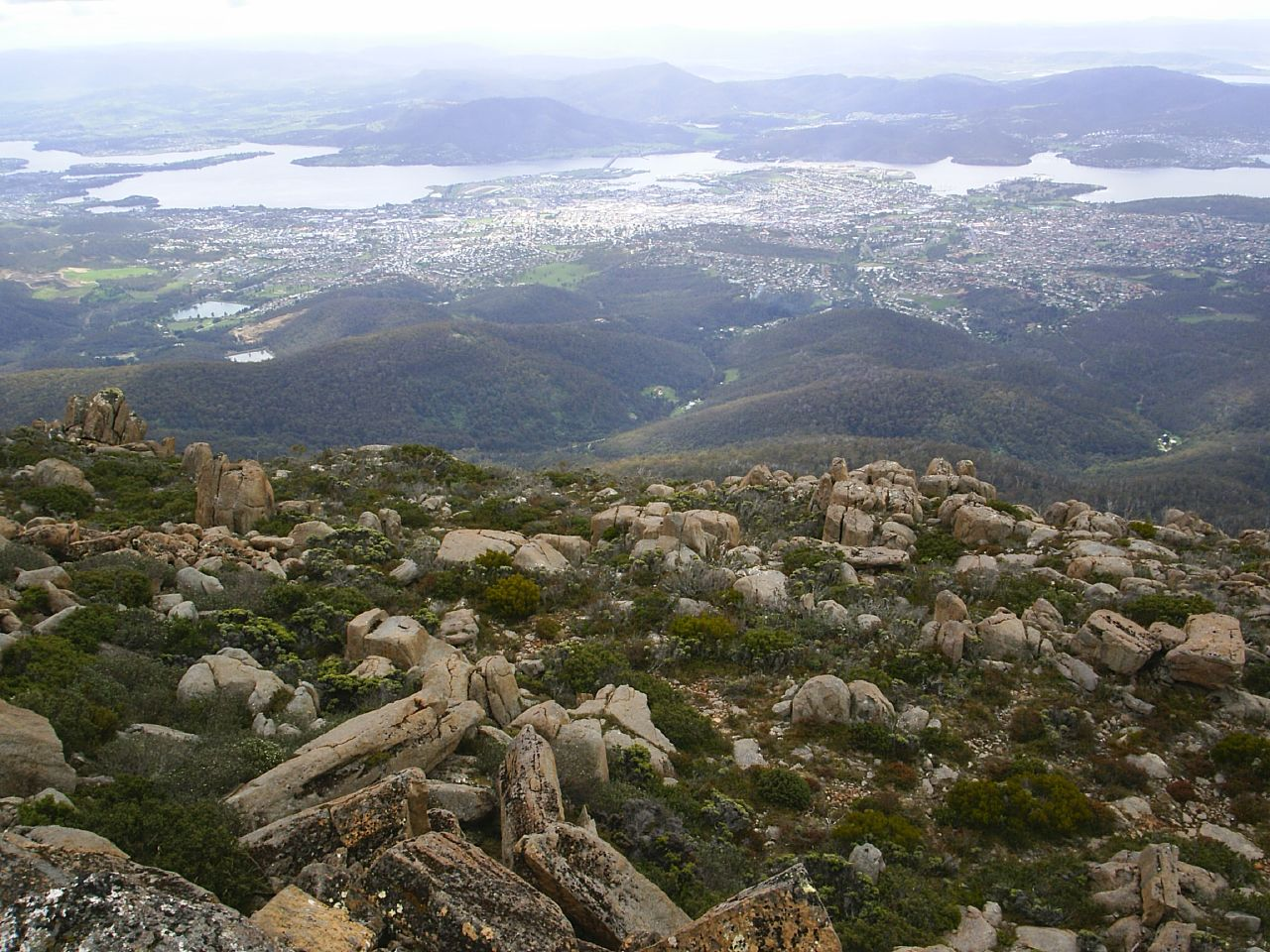
Panorama récent de Hobart montrant l'extension des faubourgs de la ville à partir de Tasman Bridge.

Le désastre stimula le développement de Kingborough, une municipalité du sud de Hobart sur la rive ouest, à cause du temps de trajet réduit pour les travailleurs de la rive ouest par rapport à ceux de la rive est. La rive est devint une zone de plus grande autonomie avec un niveau d'emplois plus élevé et une amélioration des services et des aménagements. L'équilibre antérieur entre infrastructures et possibilité d'emplois a été modifié en réponse au drame.
Un nouveau pont franchissant la rivière, Bowen Bridge, a été terminé en 1984, à quelques kilomètres au Nord de Tasman Bridge.

## Vestiges sous-marins
L'épave fait souvent l'objet d'études des fonds marins, et est une destination pour les plongeurs sous-marins de la région. La faune et la flore marine ont envahi l'épave ainsi que le lieu où se trouvent les blocs du pont ayant chuté dans l'eau.